# Уметалиев, Омурбек Асылбекович
Омурбек Асылбекович Уметалиев (род. 13 июля 1953, село Кожомкул, ныне Суусамырский аильный округ Жайыльского района Чуйской области) — государственный деятель Кыргызстана.

## Биография
Трудовую деятельность начал в 1971 году заведующим овцетоварной фермы № 1 колхоза «Рассвет» Сокулукского района Чуйской области. Одновременно с 1972 по 1974 годы учился в Финансово-экономическом техникуме.
С 1975 года работал старшим инженером-экономистом, затем помощником генерального директора в Киргизском Научно-исследовательском институте животноводства и ветеринарии. В 1979 году с отличием окончил Киргизский сельскохозяйственный институт имени К. Скрябина, экономический факультет. С 1985 по 1989 годы работал главным экономистом конезавода № 53 и совхоза «Кызыл-Ой», затем до 2001 годы главным экономистом совхоза имени Кожомкула. Стал одним из авторов технологии дражирования семян люцерны, позволяющей осуществлять посевы малыми и особо малыми нормами высева, и занимался внедрением этой технологии. Позднее возглавлял Государственный концерн «Семена».
С 2005 года исполнял обязанности общественного помощника депутата Жогорку Кенеша Кыргызской Республики Кабая Карабекова. Некоторое время являлся заместителем председателя партии пенсионеров Кыргызской Республики, затем перешёл в Социал-демократическую партию Кыргызстана. С 2007 года находился в оппозиции.
В апреле 2010 года занял пост заместителя председателя, а затем и председателя Совета Старейшин Кыргызстана, а также члена конституционного суда Кыргызской Республики.
Вице-президент фонда «Кабба уулу Кожомкул», советник Президента Центрально-Азиатской федерации прикладных видов спорта и эксперт в области национальной борьбы «Куреш», имеет чёрный пояс мастерской степени 3 дан Сан Дан.

## Заслуги
- Лауреат премии Кыргызской Республики имени Абулкаира Казакбаева.
- Отличник сельского хозяйства Кыргызской Республики.
- Орден «Достук» (20 ноября 2017 года) — за существенный вклад в социально-экономическое развитие Кыргызской Республики и проведение экономических, социальных реформ, а также высокие достижения в профессиональной деятельности[1].
- Почётный гражданин города Бишкек[2].